# Barbacenia gardneri
Barbacenia gardneri är en enhjärtbladig växtart som beskrevs av Moritz August Seubert. Barbacenia gardneri ingår i släktet Barbacenia och familjen Velloziaceae. Inga underarter finns listade.